# William James Herschel
Sir William James Herschel (Slough, 9 gennaio 1833 – Hawkhurst, 24 ottobre 1917) è stato un magistrato britannico.
Rispettivamente nipote, pronipote e figlio degli astronomi William Herschel, Caroline Herschel e John Herschel, è noto per essere stato il primo europeo a rendersi conto del valore delle impronte digitali a fini di identificazione. Fu anche il primo a farne un uso pratico: a partire dal 1858, negli anni della sua permanenza nel Bengala in qualità di assistente legale della Compagnia delle Indie Orientali e, in seguito, di ufficiale del Servizio Civile Indiano britannico, cominciò a far apporre le impronte digitali (o palmari) sui contratti stipulati coi commercianti nativi.
Rientrato in patria nel 1878, si dedicò alla carriera di giudice. Pubblicò le sue osservazioni ed esperienze nel 1880, in una lettera alla rivista Nature e, nel 1916, in un volume intitolato The Origin of Finger-Printing. In quest'ultimo, scritto quando lo studio e le applicazioni delle impronte digitali erano stati già ampiamente impostati su base scientifica da Sir Francis Galton e Sir Edward Henry, Herschel si preoccupò soprattutto di mettere in luce il suo contributo originario all'argomento, consistente nell'aver individuato e documentato "la rigorosa individualità e l'ostinata persistenza delle tracce sulle nostre dita" (The Origin of Finger-Printing, Oxford University Press, 1916, p. 5).